# Велорі Керрі
Велорі Керрі (англ. Valorie Curry; нар. 12 лютого 1986, Орендж, Каліфорнія, США) — американська акторка, найбільш відома ролями в фільмах «Світанок — Частина 2», «Відьма з Блер: Нова глава», серіалі «Послідовники».

## Біографія
Велорі Керрі народилася в Оренджі, США найменшою з трьох дітей в родині. У 2004 Велорі закінчила середню школу в Ла Габрі, Каліфорнія, де брала участь у мюзиклах і шоу-хорі. У 2009 вона здобула диплом бакалавра театральних мистецтв у Університеті штату Каліфорнія, Фуллертон.

## Кар'єра
У 2005 Велорі дебютувала на телеекрані, знявшись у серіалі «Вероніка Марс». Після епізодичних ролей на телебаченні, вона зіграла давню подругу Джаспера (Джексон Ретбоун) у художньому фільмі «Світанок — Частина 2». Після цього Керрі приєдналась до основного складу телепроєкту «Послідовники» та протягом двох сезонів грала Емму Гілл — послідовницю та подружку серійного вбивці та очільника культу Джо Керрола (Джеймс Пюрфой).
У 2015 акторка приєдналась до акторського складу кримінальної драми «Американська пастораль» — режисерського дебюту Юена Мак-Грегора. У 2016 Керрі зіграла Талію в американському фільмі жахів «Відьма з Блер: Нова глава».

## Фільмографія
| Рік       |    | Українська назва                 | Оригінальна назва                     | Роль                                           |
| --------- | -- | -------------------------------- | ------------------------------------- | ---------------------------------------------- |
| 2005—2006 | с  | Вероніка Марс                    | Veronica Mars                         | Джейн (6 епізодів)                             |
| 2011      | с  | Місце злочину: Нью-Йорк          | CSI: NY                               | Ганна Мак-Крей (Епізод: "Indelible")           |
| 2011      | ф  | Як божевільний                   | I Love You Like Crazy                 | Мелоді                                         |
| 2012      | с  | Ясновидець                       | Psych                                 | Роуз-Марі Ферроу (Епізод: "Heeeeere's Lassie") |
| 2012      | ф  | Світанок — Частина 2             | Twilight Saga: Breaking Dawn — Part 2 | Шарлотта                                       |
| 2013—2014 | с  | Послідовники                     | The Following                         | Емма Гілл (29 епізодів)                        |
| 2013      | кф | Автобусна зупинка                | Bus Stop                              | Алексія                                        |
| 2015—2016 | с  | Оселя брехні                     | House of Lies                         | Келсі (10 епізодів)                            |
| 2016      | ф  | Американська пастораль           | American Pastoral                     | Ріта Коен                                      |
| 2016      | ф  | Відьма з Блер: Нова глава        | Blair Witch                           | Талія                                          |
| 2016—2019 | с  | Тік                              | The Tick                              | Дот Еверест (22 епізоди)                       |
| 2018      | вг | Детройт: Стати людиною           | Detroit: Become Human                 | Кара (голос і захоплення руху)                 |
| 2019      | ф  |                                  | Inherit the Viper                     | Ів                                             |
| 2021      | с  | Втрачений символ                 | The Lost Symbol                       | Кетрін Соломон (10 епізодів)                   |
| 2024      | с  | Хлопаки                          | The Boys                              | Місті Такер Грей / Firecracker (8 епізодів)    |
| 2024      | вг | Call of Duty: Modern Warfare III | Call of Duty: Modern Warfare III      | Firecracker (голос і зовнішність)              |